# Oppegård
Gmina Oppegård (norw. Oppegård kommune) – norweska gmina, leżąca w regionie Akershus. Jej siedzibą jest miasto Kolbotn.
Oppegård jest 425. norweską gminą pod względem powierzchni.
W miejscowości jest przystanek kolejowy Oppegård.

## Demografia
Według danych z roku 2005 gminę zamieszkuje 23 586 osób. Gęstość zaludnienia wynosi 637,46 os./km². Pod względem zaludnienia Oppegård zajmuje 37. miejsce wśród norweskich gmin.
| ludność stan na 1 stycznia 2005 |         |           |        |
|                                 | kobiety | mężczyźni | razem  |
| osób                            | 11 628  | 11 958    | 23 586 |
| %                               | 49,3%   | 50,7%     | 100%   |

| wykształcenie stan na 1 października 2004 |        |         |        |        |
|                                           | podst. | średnie | wyższe | niezn. |
| osób                                      | 2222   | 9560    | 5985   | 380    |
| %                                         | 12,24% | 52,68%  | 32,98% | 2,09%  |

## Edukacja
Według danych z 1 października 2004:
- liczba szkół podstawowych (norw. grunnskolar): 10
- liczba uczniów szkół podst.: 3487

## Władze gminy
Według danych na rok 2011 administratorem gminy (norw. rådmann) jest Harald Toft, natomiast burmistrzem (norw. ordfører, d. borgermester) jest Ildri Eidem Løvaas.